# Plonévez-du-Faou
Plonévez-du-Faou är en kommun i departementet Finistère i regionen Bretagne i västra Frankrike. Kommunen ligger i kantonen Châteauneuf-du-Faou som tillhör arrondissementet Châteaulin. År 2022 hade Plonévez-du-Faou 2 174 invånare.

## Befolkningsutveckling
Antalet invånare i kommunen Plonévez-du-Faou
Referens:INSEE